# Oostvlietmolen
De Oostvlietmolen was een windmolen in Zoeterwoude. De molen van het type grondzeiler stond aan het einde van een voorboezem in de Oostvlietpolder en sloeg uit op de Vliet. Hij werd in 1748 gebouwd. In 1914 werd de molen onttakeld en op de onderste verdieping na afgebroken. In het restant werd een elektrisch aangedreven hevelcentrifugaalpomp ondergebracht.
Het gebouw is inmiddels in particuliere handen en - na toevoeging van een extra verdieping en dakterras met borstwering - in gebruik als recreatiewoning.